# Artibeus gnomus
Artibeus gnomus  (Handley, 1987) è un pipistrello della famiglia dei Fillostomidi diffuso nell'America meridionale.

## Descrizione

### Dimensioni
Pipistrello di piccole dimensioni, con la lunghezza totale tra 46 e 54 mm, la lunghezza dell'avambraccio tra 34,5 e 40 mm, la lunghezza del piede tra 7,5 e 12 mm, la lunghezza delle orecchie tra 15 e 17,5 mm e un peso fino a 13 g.

### Aspetto
La pelliccia si estende nella metà iniziale dell'avambraccio e sulle zampe. Le parti dorsali variano dal bruno-grigiastro al marrone, mentre le parti ventrali sono più chiare. Il muso è corto e largo. La foglia nasale è ben sviluppata, lanceolata, con la porzione inferiore separata dal labbro inferiore e con i margini color crema. Due strisce bianche ben distinte sono presenti su ogni lato del viso, la prima si estende dall'angolo esterno della foglia nasale fino a dietro l'orecchio, mentre la seconda parte dall'angolo posteriore della bocca e termina alla base del padiglione auricolare. Il labbro inferiore ha una verruca al centro circondata da altre piccole verruche. Le orecchie sono bruno-grigiastre e con i bordi giallastri. Il trago è interamente giallo. Le membrane alari sono nerastre, eccetto tra il terzo e quarto dito dove sono prive di pigmentazione. È privo di coda, mentre l'uropatagio è ridotto ad una sottile membrana lungo la parte interna degli arti inferiori. Il calcar è corto. Sono presenti 2 molari sulle semi-arcate superiori e 3 su quelle inferiori.

## Biologia

### Comportamento
Si rifugia sotto le grandi foglie di alberi come Monstera lechleriana, probabilmente modificandole in piccole tende

### Alimentazione
Si nutre di frutta, particolarmente di specie native di Ficus.

### Riproduzione
Esistono due periodi riproduttivi. Femmine gravide ed in allattamento sono state catturate tra gennaio ed aprile in Venezuela, Guyana francese e nello stato brasiliano di Pará, mentre altre nei mesi di ottobre e novembre sempre in Venezuela e Perù.

## Distribuzione e habitat
Questa specie è diffusa nella Colombia, Ecuador e Perù orientali, Bolivia settentrionale, Venezuela meridionale e orientale, Guyana, Suriname, Guyana francese e Brasile settentrionale, occidentale e lungo le coste atlantiche fino allo stato di Paraná.
Vive nelle foreste sempreverdi, savane, campi e frutteti fino a 530 metri di altitudine.

## Conservazione
La IUCN Red List, considerato il vasto areale e la tolleranza a diversi tipi di habitat, classifica A.gnomus come specie a rischio minimo (Least Concern)).